# Hà Tông Quyền
Hà Tông Quyền hay Hà Tôn Quyền (chữ Hán: 何宗權, 1798 -1839), sau phải đổi là Hà Quyền do kiêng tên húy của Vua Thiệu Trị (Nguyễn Phước Miên Tông), tự là Tốn Phủ, hiệu là Phương Trạch, biệt hiệu là Hải Ông. Ông là nhà thơ và là quan nhà Nguyễn trong lịch sử Việt Nam.

## Thân thế và sự nghiệp

### Gia tộc
Đời Lê sơ, tổ tiên Hà Tông Quyền ở huyện Can Lộc, tỉnh Hà Tĩnh. Tới đời Lê trung hưng thì di cư ra ở tại huyện Yên Định, tỉnh Thanh Hóa. Thời kỳ này, có Hà Tông Huân đỗ Tiến sĩ. Về sau, tổ tiên ông lại di cư ra ở làng Cát Động huyện Thanh Oai, tỉnh Hà Nội. Và đến đời Hà Tông Quyền thì tổ tiên ông đã định cư ở làng Cát Động tới ba hoặc bốn thế hệ rồi.
Theo Đại Nam liệt truyện thì cha của ông tên là Hà Tông Đồng, đỗ Cử nhân đời Lê, nhưng không ra làm quan, mà chỉ mở trường dạy học trong làng. Ông Đồng mất sớm, bà vợ là người họ Trịnh, tần tảo nuôi con khôn lớn, Hà Tông Quyền được học hành đến nơi đến chốn chính là nhờ có bà mẹ đảm đang này.

### Thân thế
Hà Tông Quyền là người làng Cát Động huyện Thanh Oai phủ Ứng Hòa, trấn Sơn Nam (nay thuộc nay thuộc thị trấn Kim Bài, huyện Thanh Oai, thành phố Hà Nội).
Khi còn nhỏ, Hà Tông Quyền đã nổi tiếng là thần đồng. Tương truyền, ông đọc sách rất nhanh (nhất độc thập hàng), lại rất chăm đọc sách. Quyển Phương Trạch Hà Tốn Phủ truyện còn ghi rằng: "Dạ tĩnh thường văn độc thư thanh" tức là đêm thanh vắng thường nghe tiếng (ông) đọc sách.
Sau khi học ở làng, Hà Tông Quyền lên Thăng Long xin theo học tại trường của Phạm Quý Thích và của Bùi Huy Bích. Ở đây, ông kết bạn với Nguyễn Văn Siêu, Ngô Thế Vinh, Vũ Tông Phan...
Năm Tân Tỵ (1821) đời Minh Mạng, ông thi đỗ Hương Cống (Cử nhân). Năm sau (1822), ông thi đỗ Đệ tam giáp đồng Tiến sĩ xuất thân khoa Nhâm Ngọ 

### Sự nghiệp
Sau khi thi đỗ Tiến sĩ, Hà Tông Quyền lần lượt giữ các chức quan: Tri phủ Tân Bình, Tham biện Quảng Trị, Thự thiêm sự bộ Công, Thái thường tự Thiếu khanh, Hữu Thị lang bộ Lễ, Hàn lâm viện Kiểm thảo.
Năm Minh Mạng thứ 11 (1830) nhân ghé tàu vào bến cảng, thương nhân Tây Dương cho gửi quà dâng hiến vua. Nhất cử lưỡng tiện, chắc mục đích họ vừa muốn cảnh cáo lại âm mưu ám sát nhà vua, nhưng đã được Hà Tông Quyền phát giác trước. Khi thương gia Tây Dương tiến áo cẩm bào, giá ngàn vàng; Quyền dâng lời: – Đồ lạ của nước ngoài, không nên nhẹ dạ tin; xin cho tử tù mặc thử. Quả thật, khi gài nút thì lửa cháy, tù nhân bị lửa đốt chết. Nhà vua kinh hãi than phiền.
Sau đó lại có người nước Hoa Lang (Hà Lan) tiến cặp 4 cây sáp linh cỡ lớn; Quyền xin bẻ 1 cây làm hai, thì ở trong chứa hoả pháo và thuốc khói mù, nhà vua lấy làm kỳ dị về tài năng, thường nói rằng: “Triều đình không thể một ngày thiếu Quyền! ”Lại bảo rằng: “ Tông Quyền về chính sự, Tế Mỹ về văn học, Nguyễn Công Trứ về thao lược; thật không thẹn với danh tiếng khoa bảng”. Nhà vua không chỉ ban ơn riêng, mà còn cho vời mẹ Quyền vào kinh đô, để tìm cách ưu đãi.
Năm 1831, thăng ông làm Hữu Thị lang bộ Hộ sung Nội các. Cuối năm này, vì một sơ suất nhỏ trong việc duyệt tài liệu mà bị cách mọi chức tước, và bị đi hiệu lực sang Ba Lăng (Bali thuộc quần đảo Nam Dương (Indonesia). Sách Đại Nam thực lục chép: 
Mùa đông, tháng 11, năm Tân Mão (1831), Hộ Bộ Thị lang sung Nội các là Hà Quyền bị tội, mất chức, trước kia được giao bài thơ "Thu thành phân số" của nhà vua làm, dưới chỗ chú thích có chữ Thanh Xuyên huyện, người thuộc viên ở Nội các viết lầm là Thanh Châu. Vua hỏi Quyền, Quyền hoảng sợ, tâu: Trót theo tờ sớ của trấn. Sau biết là lầm, bèn lén đem chữa lại tờ sớ để cho đúng với lời tâu. Thuộc viên ở Nội các là Trần Lý Đạo đàn hặc Quyền về tội đó. Vua sai đinh thần luận tội. Đáng xử tội đồ, nhưng vua đặc cách ra lệnh cách chức, cho làm lính, phát đi đường biển để gắng sức làm việc chuộc tội.
Tuy nhiên, khoảng giữa năm 1832, vua Minh Mạng gọi ông về, cho phục chức cũ. Năm 1833, thăng ông làm Hữu Thị lang bộ Công. Năm 1835, thăng ông làm Tham tri bộ Lễ, vẫn coi việc Nội các. Đến năm 1839, ông được thăng làm Tham tri bộ Lại sung đại thần Viện cơ mật.
Năm 1839, Hà Tôn Quyền mất đột ngột năm 41 tuổi, được phong hàm Thượng thư bộ Lại.

## Nghi án
Theo tài liệu , thì vào cuối triều Minh Mạng (1820-1840), có lần nhà vua mời Hà Tông Quyền đến hỏi về việc lập người nối ngôi. Ông tâu rằng: ‘Xin bệ hạ lập hoàng hậu trước, ngôi hoàng hậu ổn định rồi thì ngôi Thái tử cũng ổn định’. Kiến An công Đài không bằng lòng. Lúc bãi triều rồi Đài mời Quyền đến phủ uống rượu. Khi ông đến, cầm trùy đánh vỡ đầu, ném xác ông xuống sông (theo Quốc sử di biên - Phan Thúc Trực).

## Tác phẩm
Theo Từ điển văn học (bộ mới), tác phẩm của Hồ Tông Quyền có:

### Chữ Hán
- Nam du tập (Tập thơ du hành phương Nam), đã thất lạc.
- Tốn Phủ tập (Tập thơ Tốn Phủ, 4 quyển, VHv.1639)[4].
- Tốn Phủ văn tập, 2 quyển, chưa tìm thấy, hiện còn lại ít nhiều trong Liễu Đường văn tập (Tập văn Liễu Đường, VHv.1143).
- Dương mộng tập (Giấc mộng trên biển) còn có tên là Mộng dương tập. Đây là tập thơ ông làm trong chuyến đi công cán ở Nam Dương (Indonesia).

Ngoài ra, ông còn là Chủ biên bộ sách Minh Mạng chính yếu (làm năm 1837, VHv.1254/1-12).

### Chữ Nôm
- Vịnh Kiều tam thập thủ, gồm 30 bài, mỗi bài 4 câu lục bát. Đây là tập thơ hưởng cuộc thi vịnh Kiều do vua Minh Mạng khởi xướng năm 1830 [5]

Ngoài ra, theo Từ điển bách khoa Việt Nam, thì ông còn có: Một tập Vịnh Kiều gồm 15 bài thất ngôn tứ tuyệt, và một tập Tập Kiều gồm 15 bài thất ngôn tứ tuyệt.

## Nhận xét
Thơ Hà Tôn Quyền có bài lạc quan (như bài Tết Mậu Tuất), một phần vì cuộc đời ông sớm thành đạt và được nhà vua trọng dụng...Nhưng đi sâu vào, nhiều bài thơ của ông vẫn hé cho thấy một nỗi niềm, có khi hơi chua xót, có khi trở thành giọng triết lý và thoáng một tâm sự cô đơn (như bài Ngẫu thành)... Đặc biệt, khi bị vua cách chức, buộc đi "dương trình hiệu lực" thì tiếng nói ưu uất càng bộc lộ rõ (trong Dương mộng tập)...Một số bài thơ khác phản ánh cuộc sống thanh đạm của tác giả. Nhưng trước sau vẫn cố gắng giữ lấy nếp sống thanh cao và phong cách cứng cỏi, không tự hạ thấp mình (như bài Độc lập)..

## Thơ Hà Tôn Quyền
Nói về Mộng dương tập của ông, Từ điển bách khoa Việt Nam viết:...một số bài trong đó tỏ ý chán nản, băn khoăn về lẽ hành tàng, xem cuộc đời như giấc mộng.
Ở đây, trích giới thiệu một trong số bài thơ đó để hiểu thêm tâm trạng của ông.
| Khốc Đặng Thuận Xuyên Phiên âm Hán Việt: Thán tức thử nhân chung thử địa, Tiêu điều đồng đạo cách đồng thì. Khả kham vãng giả ghoàn lai giả, Tuy vị quân bi dã tự bi. Trùng dương mộng đoạn Ba-thành nguyệt, Thiên cổ danh lưu Thái học bi. Hậu tử hữu hoài không cảnh cảnh Biên chu thiên đại dục giai thùy | Khóc ông Đặng Thuận Xuyên Dịch nghĩa: Đáng than thở cho người này vì đã mất ở đất này! Là người đồng đạo lại đồng thời, nghĩ càng hiu quạnh! Ngán nỗi người đi qua rồi, người sau lại đến, Tuy thương ông, mà cũng tự thương mình. Ngoài trùng biển cả, giấc mộng đời đã dứt hẳn dưới vầng trăng Ba-thành, Nghìn năm còn lưu danh trên tấm bia nhà Thái học Người hậu tử này trong lòng luống những canh cánh không nguôi, Chiếc thuyền con buông trôi trong trời đất, biết cùng ai tá? |

## Ghi công
Ghi nhận công lao Hà Tông Quyền, hiện ở Thành phố Hồ Chí Minh có con đường mang tên Hà Tôn Quyền.